# Manduca quinquemaculata
Manduca quinquemaculata là một loài sâu bướm màu xám và nâu thuộc họ Sphingidae. Sâu bướm thường được gọi là sâu sừng cà chua và là loài gây hại lớn cho vườn. Sâu sừng cà chua có quan hệ gần gũi (và đôi khi thường bị nhầm lẫn với) loài tobacco hornworm (Manduca sexta). Nhầm lẫn này là do sâu bướm hai loài này đều ăn lá của nhiều loài cây thuộc họ Solanaceae, hay được tìm thấy trên lá thuốc lá hay cà chua. 
Chúng phân bố khắp Hoa Kỳ, tây bắc México, và even miền nam Canada, và ít hơn ở Great Plains và đông nam.

## Sự miêu tả

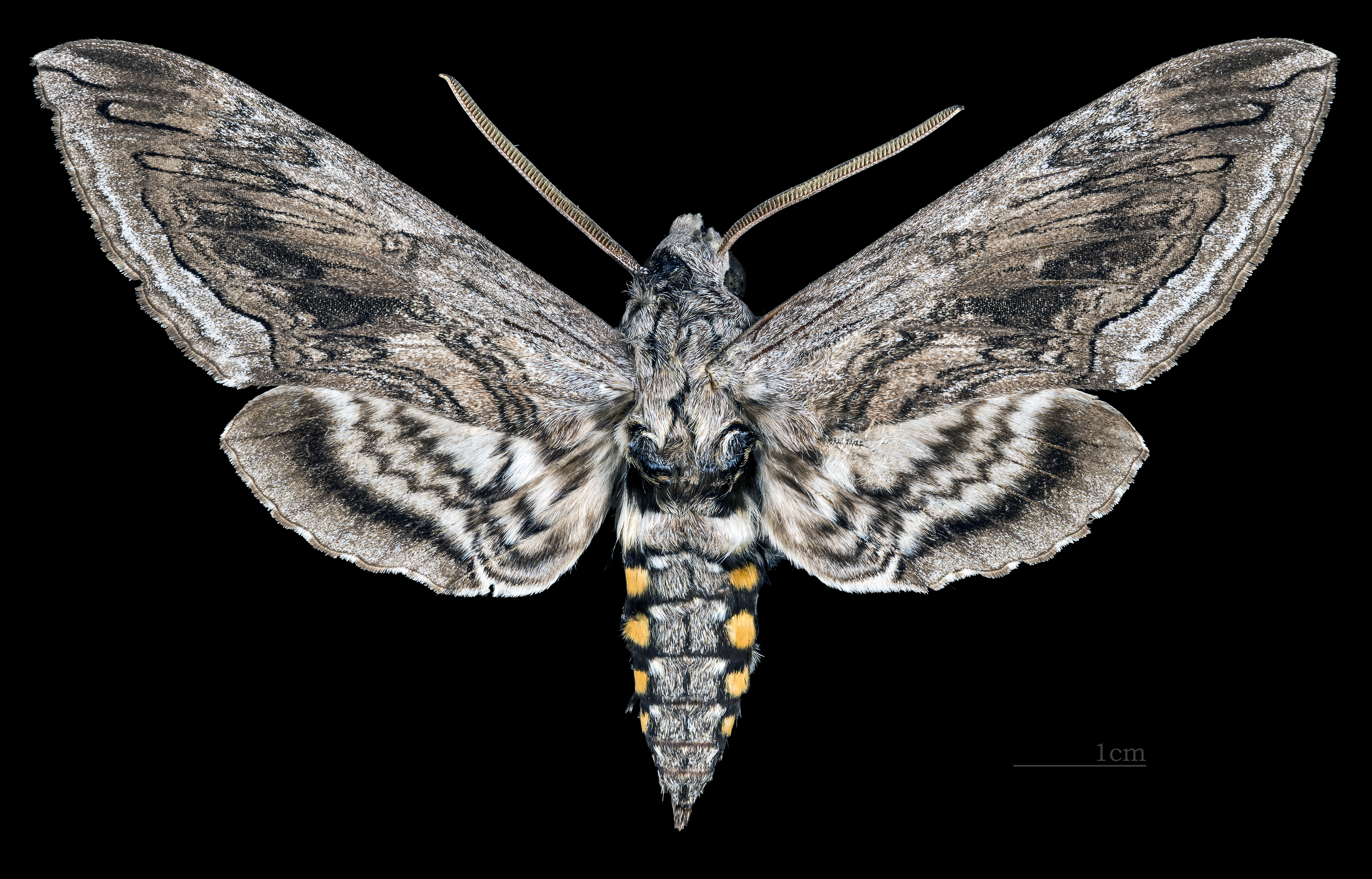
♂
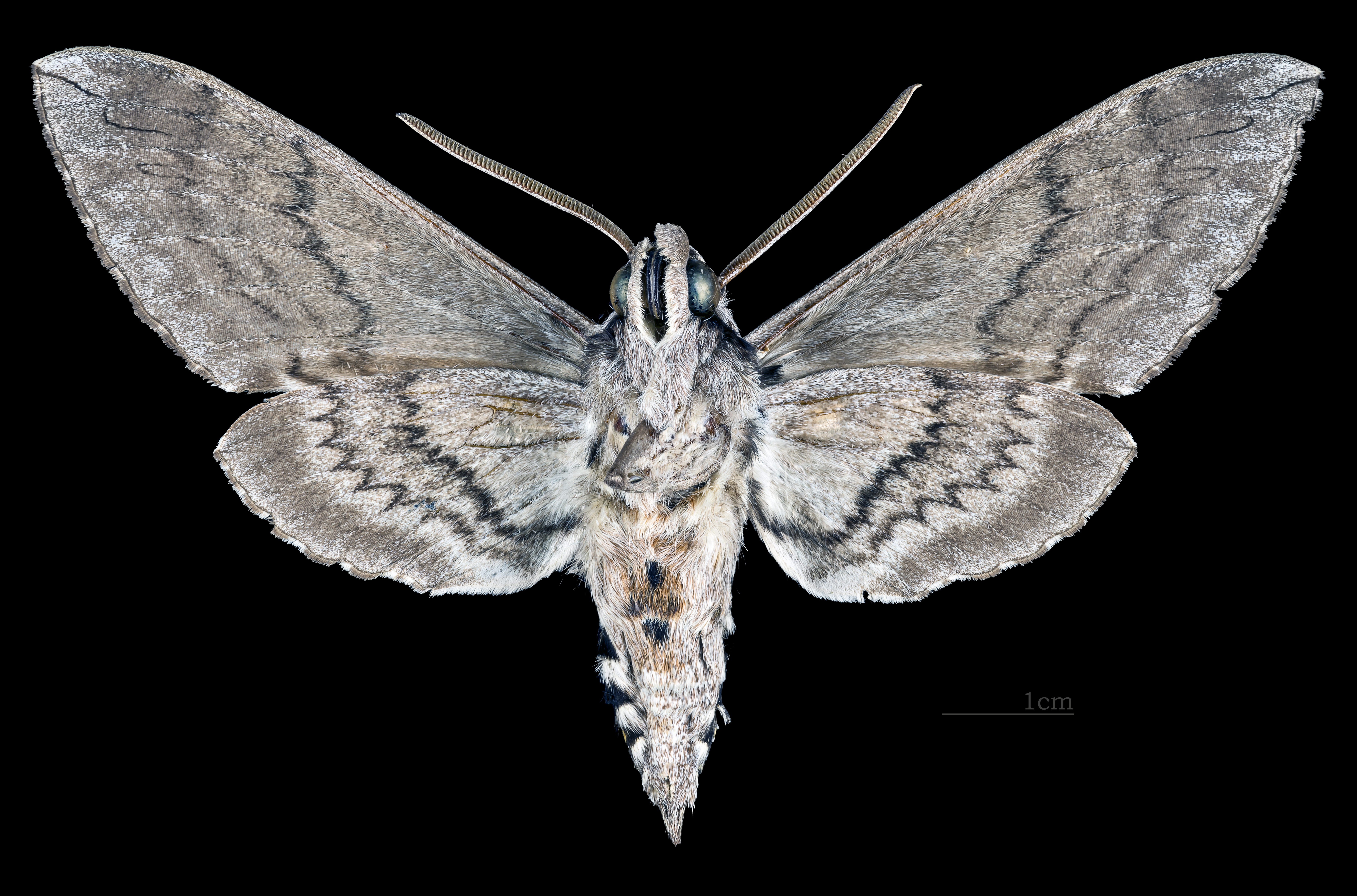
♂ △
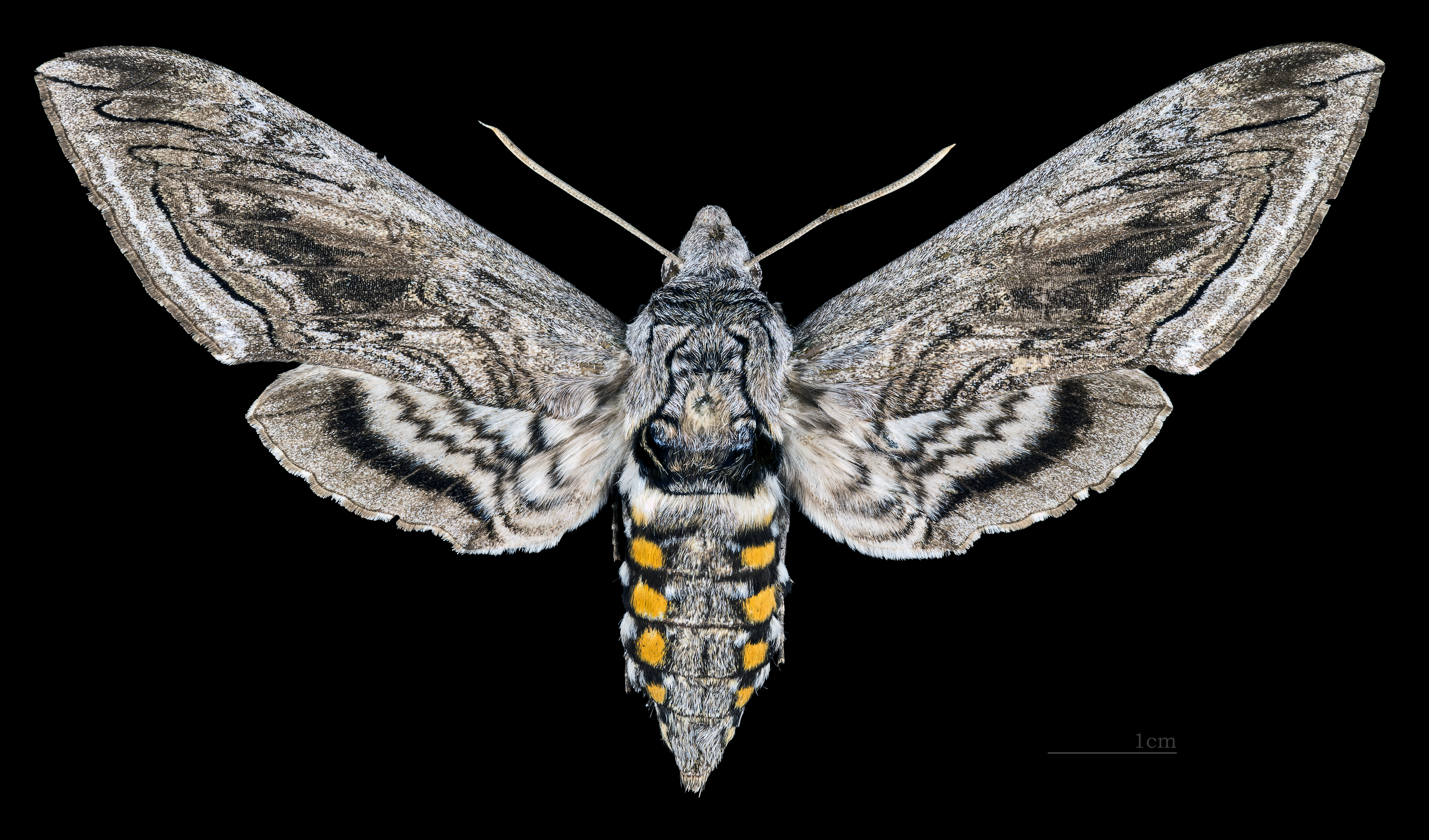
♀
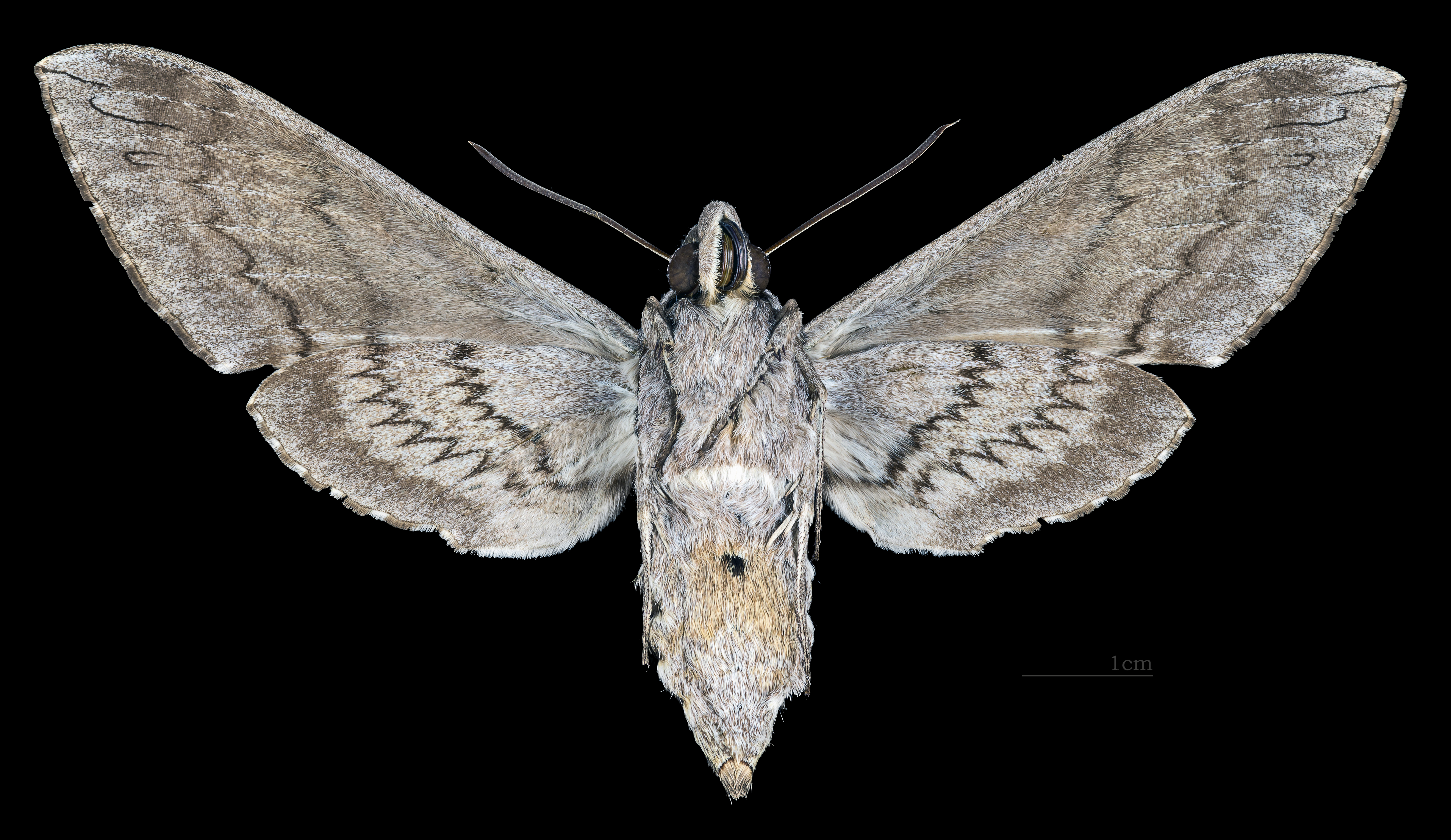
♀ △

## Hình ảnh

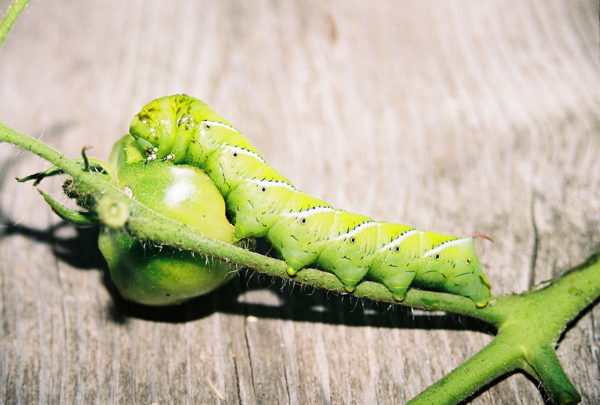
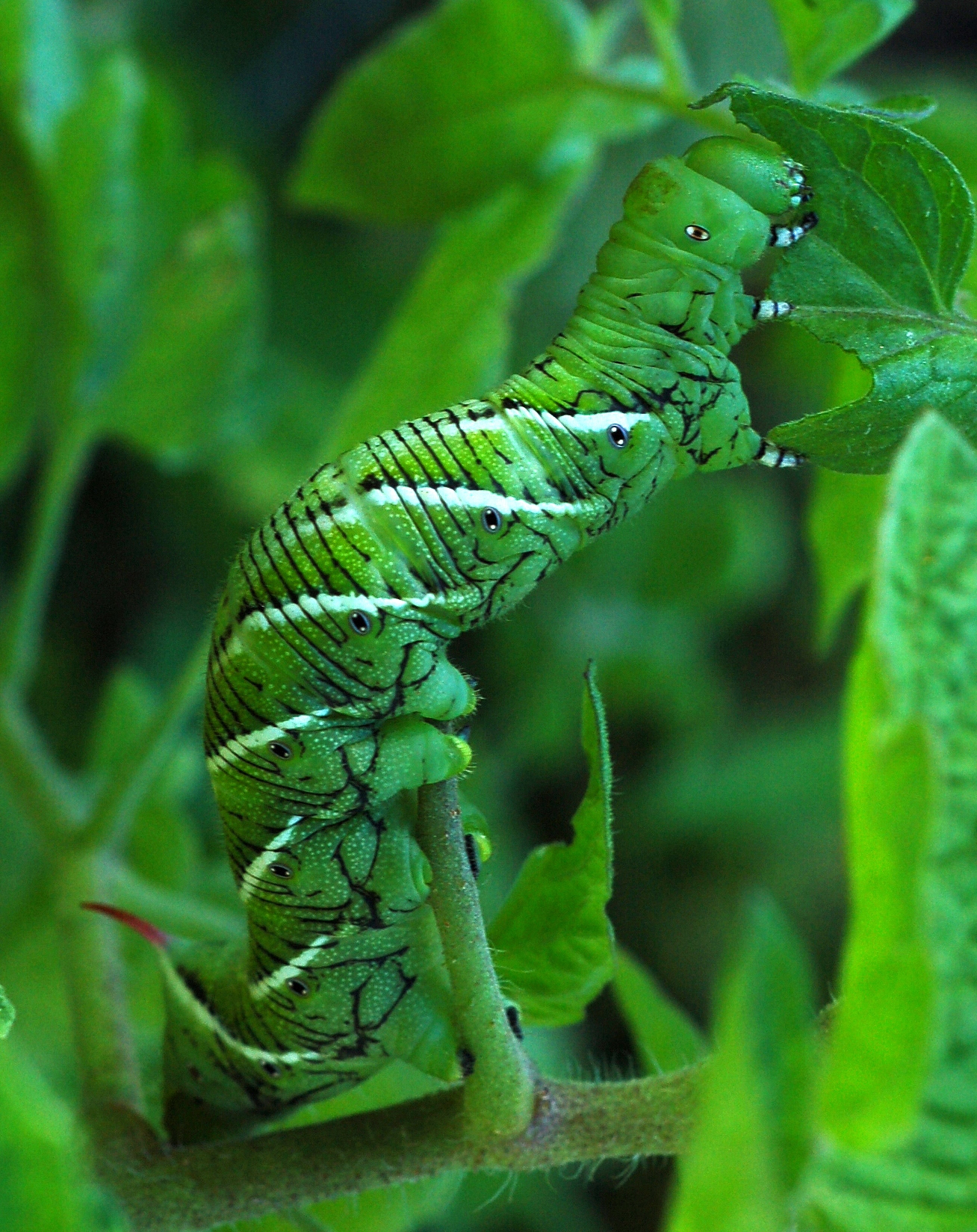
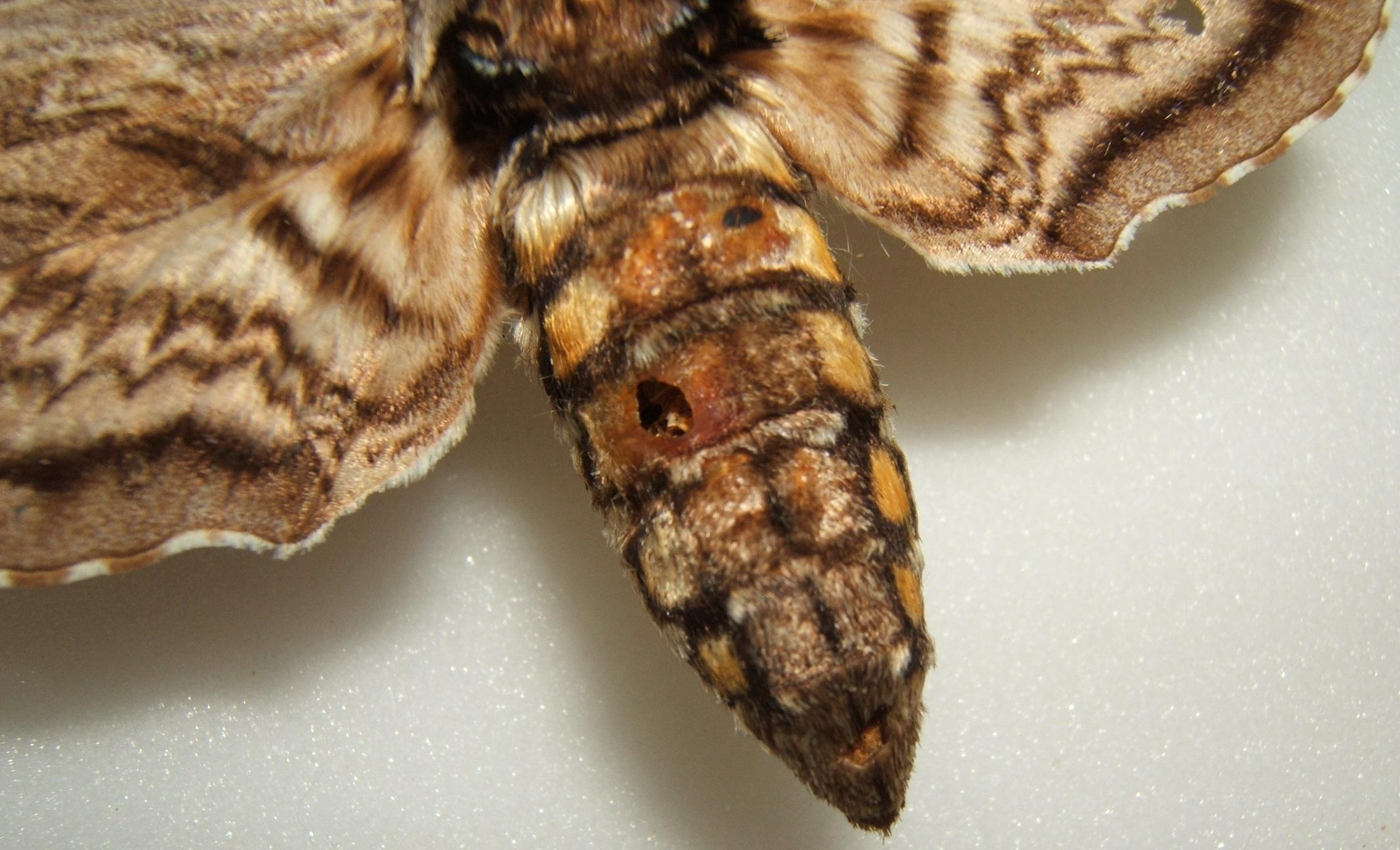